# ブライアン・キャッシュマン
ブライアン・マクガイア・キャッシュマン（Brian McGuire Cashman、1967年7月3日 - ）は、アメリカ合衆国のプロ野球球団管理職の人物。MLB・ニューヨーク・ヤンキースのゼネラルマネージャー（GM）兼副社長。ニューヨーク州ナッソー郡ロックビル・センター生まれ、ケンタッキー州レキシントン育ち。既婚。

## 来歴・人物

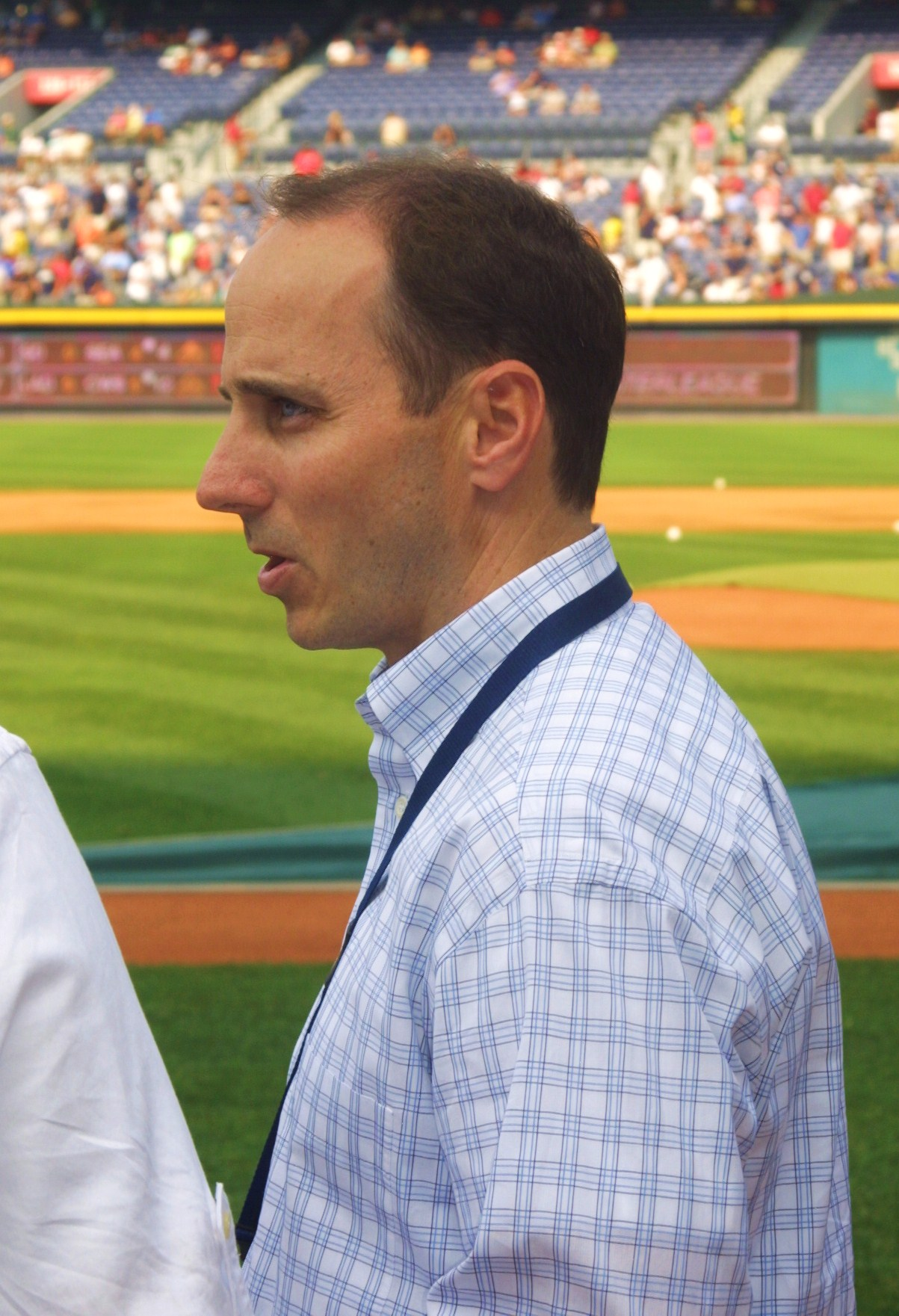
2009年

アイルランド系アメリカ人の家庭で育ち、幼少期はロサンゼルス・ドジャースのファンだった。メリーランド州での高校時代、ニール・ゴーサッチとクラスメイトで、ブレット・カバノーの後輩だった。
アメリカ・カトリック大学時代は二塁手としてプレーしていた。
ヤンキースでは、1986年にインターンシップで働き始め、1989年の大学卒業とともに採用。ファームディレクター補佐を経て、1992年にGM補佐に昇格する。
1998年2月に、当時では史上2位の若さとなる30歳でGMに就任した。同年GM史上最年少で世界一。1年目から3連覇(98－00年)も史上初。
2008年にヤンキースのプレーオフ進出が14年連続で途切れ、キャッシュマン自身の契約が切れる今季限りでの解任も噂されたが、9月30日にヤンキースと3年契約に合意した。
売りはFAの際の契約交渉の速さで、ジョニー・デーモン、ロジャー・クレメンス、マーク・テシェイラら大物選手との契約を、マスコミが嗅ぎ付ける前にまとめた。反面、4年3995万ドルで獲得のカール・パバーノやポスティング・フィーと合わせて4600万ドルで獲得した井川慶、トレードで獲得したケビン・ブラウンなどは、最大級の失敗と言われている。
2011年11月1日にヤンキースと3年契約で再契約した。
2014年は2年連続でプレーオフ進出を逃したが、10月10日にヤンキースと総額900万ドルの3年契約で再契約した。
2017年12月11日にヤンキースと5年2500万ドル超の大幅年俸アップで再契約した。

## GMとしての特徴
常に勝利を義務付けられる立場にありながら、思い切ってロビンソン・カノーら若手を抜擢したり、不満分子だったゲーリー・シェフィールドを放出して若手を得るなど、行動力がある。ただ、弱点(特に先発投手)を補強することを焦って市場価値以上の契約を結び、失敗することも珍しくない。カール・パバーノ、ジャレット・ライト、井川慶はその最たる例と言える。

## アクシデント
2013年3月4日、フロリダ州の空軍基地で、負傷軍人の援助団体のためのチャリティーイベントに参加。スカイダイビングを行い、1度目のダイビングには成功したが、2度目を行ったところ着地に失敗して右足首を脱臼、右脚を骨折した。
キャッシュマン自身は負傷したものの、「このような形で注意を引くつもりはなかったが、この団体がさらに注目を浴びることになりとてもうれしい」との談話を発表した。